# Лиз и Дик
«Лиз и Дик» (англ. Liz & Dick) — американский телефильм с участием Линдси Лохан и Гранта Боулера, который впервые вышел в эфир 25 ноября 2012 года на женском кабельном канале Lifetime. Первоначально премьера планировалась 3 ноября, однако позже была перенесена на 25 ноября. Фильм был крайне негативно принят критиками, которые в первую очередь отмечали плохую и неправдоподобную игру Лохан, слабый сценарий и режиссуру, а также плохую реализацию истории. Проект также оказался провальным с точки зрения рейтингов и привлек только 3,5 миллиона зрителей, что оказалось вдвое меньшим количеством чем у фильма «Стальные магнолии», показанного месяцем ранее.

## Производство

### Кастинг
Меган Фокс и Линдси Лохан были главными претендентами на роль Элизабет Тейлор в ходе предварительного производства. 23 апреля 2012 года роль получила Лохан и в свете этого президент Lifetime заявил: «Мы очень рады, что Линдси будет играть любимую народом легенду Голливуда Элизабет Тейлор. Она является одной из немногих актрис, которые обладают талантом, красотой и отличительной популярностью, чтобы исполнить роль такой провокационной звезды».
В ходе производства из-за различных проблем с юридическими и медицинскими аспектами Лохан, продюсеры столкнулись с проблемами страхования её жизни. По их признанию «Лохан является самой застрахованной актрисой».
24 мая 2012 года было объявлено, что Грант Боулер будет играть роль Ричарда Бёртона. Он был утвержден на роль после их совместного с Лохан прочтения сценария. Продюсеры фильма изначально хотели валлийского актёра, каким был Бёртон, а Боулер был Новой Зеландии, однако он стал самым впечатляющим актёром, прочитавшим сценарий.

### Съёмки
4 Июня 2012 года в Лос-Анджелесе начались съемки телефильма. 117 костюмов было создано для Лохан и Боулера, 66 из которых были для Лохан. Гример Беатрис де Альба, лауреат премии «Оскар», была приглашена чтобы помочь создать парики для актёров.
8 июня Лохан попала в автомобильную аварию по пути на съемки. Она врезалась в другой автомобиль и была доставлена в больницу, однако спустя два часа покинула её. 20 июня стало известно, что производство фильма было взято под контроль Гильдией киноактёров США и IATSE, когда начали поступать жалобы от членов съемочной группы на слишком изнурительный процесс съемок. Некоторым понадобилась медицинская помощь из-за обезвоживания и истощения, включая и Лохан. Съемки были закончены 3 июля и продюсер фильма в ответ на реакцию о закадровых проблемах сказал: «История любви, показываемая в фильме, гораздо более захватывающая и вечная, нежели производственная драма, происходившая за кадром».

## В ролях
- Линдси Лохан — Элизабет Тейлор
- Грант Боулер — Ричард Бёртон
- Тереза Расселл — Сара Тейлор
- Чарльз Шонесси — Энтони Асквит